# Graphocephala versuta
Graphocephala versuta är en insektsart som beskrevs av Thomas Say 1830. Graphocephala versuta ingår i släktet Graphocephala och familjen dvärgstritar. Inga underarter finns listade i Catalogue of Life.

## Bildgalleri

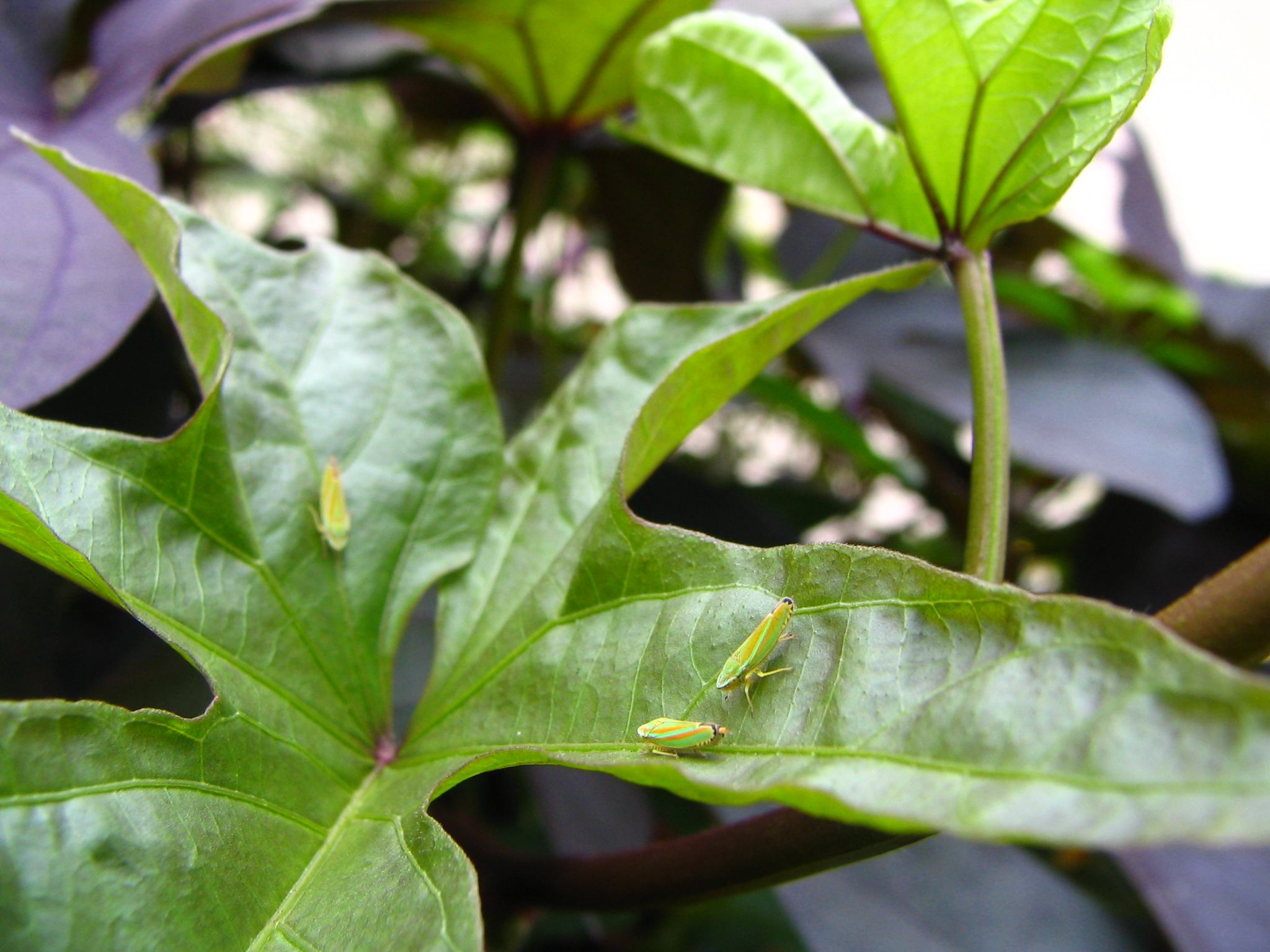
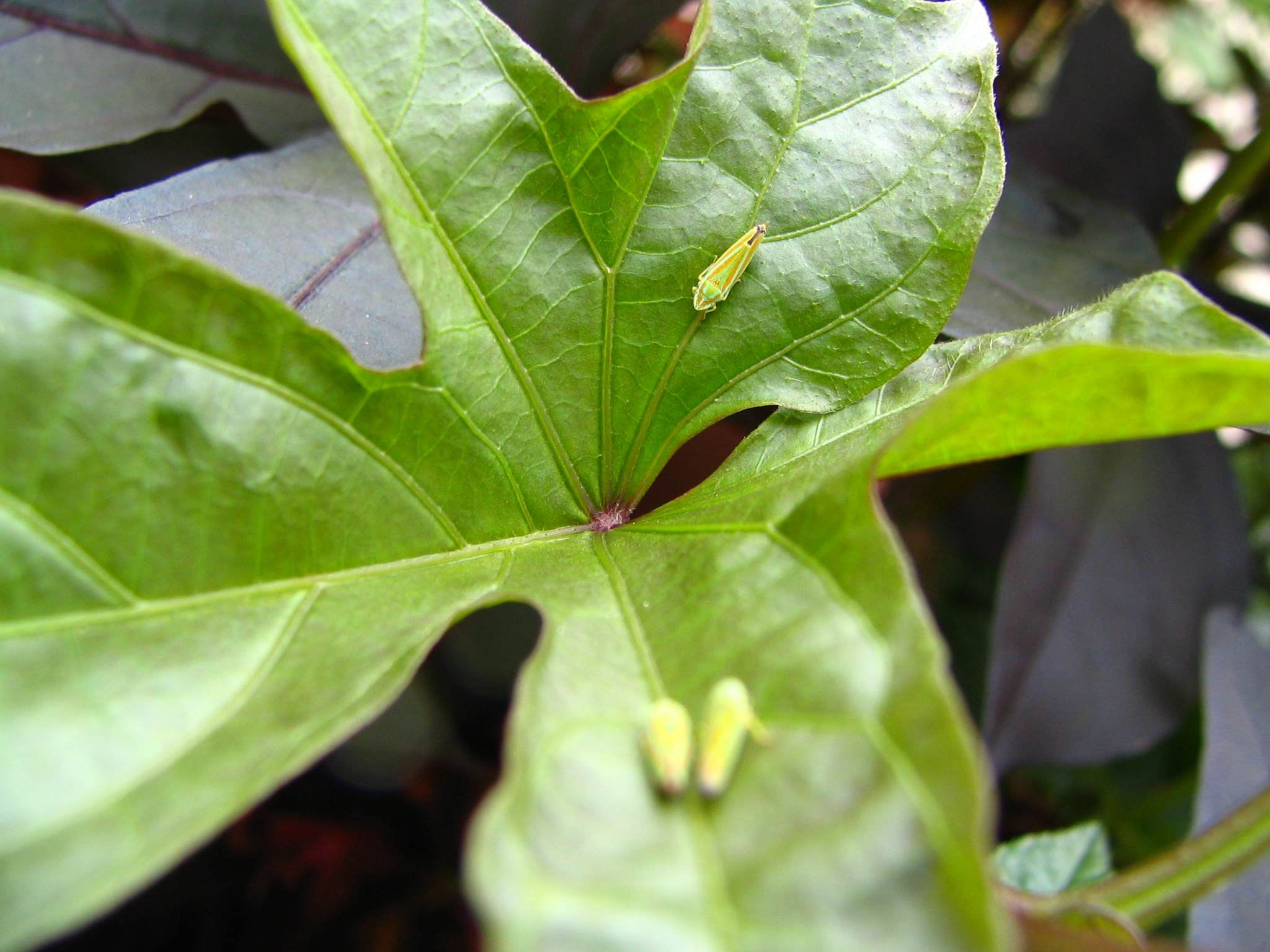
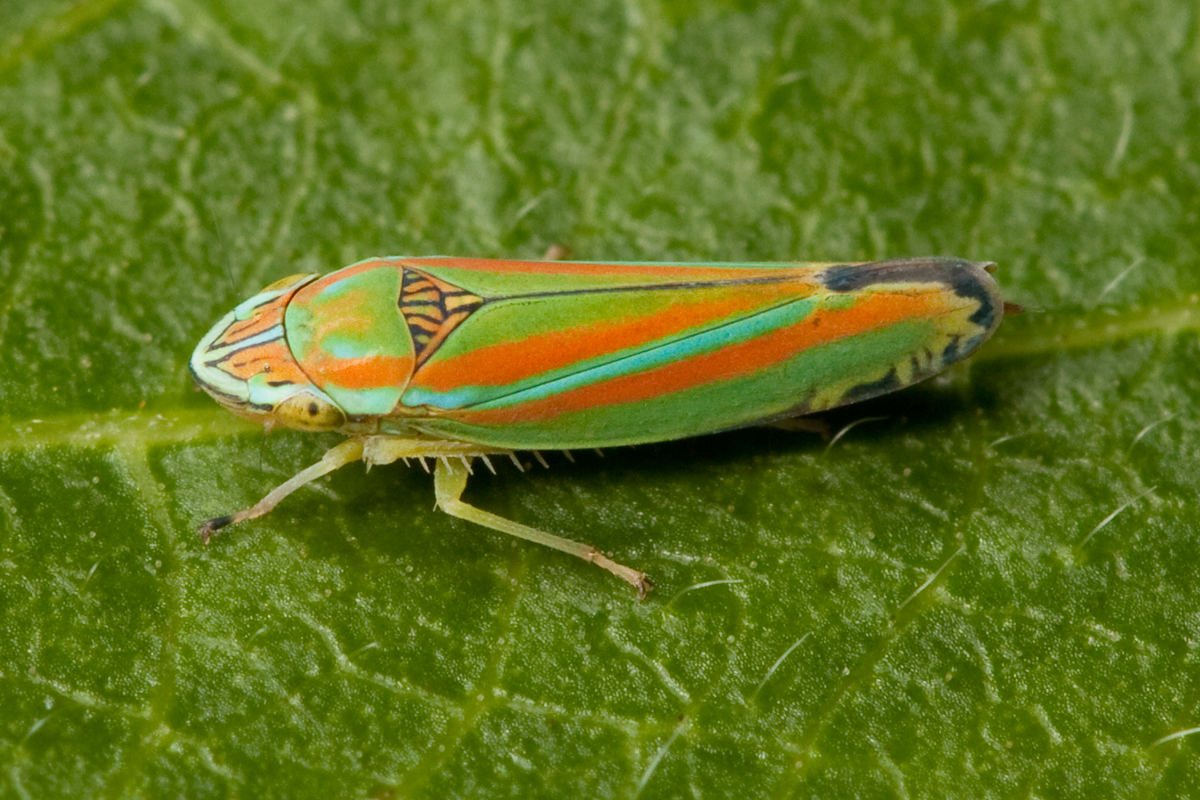
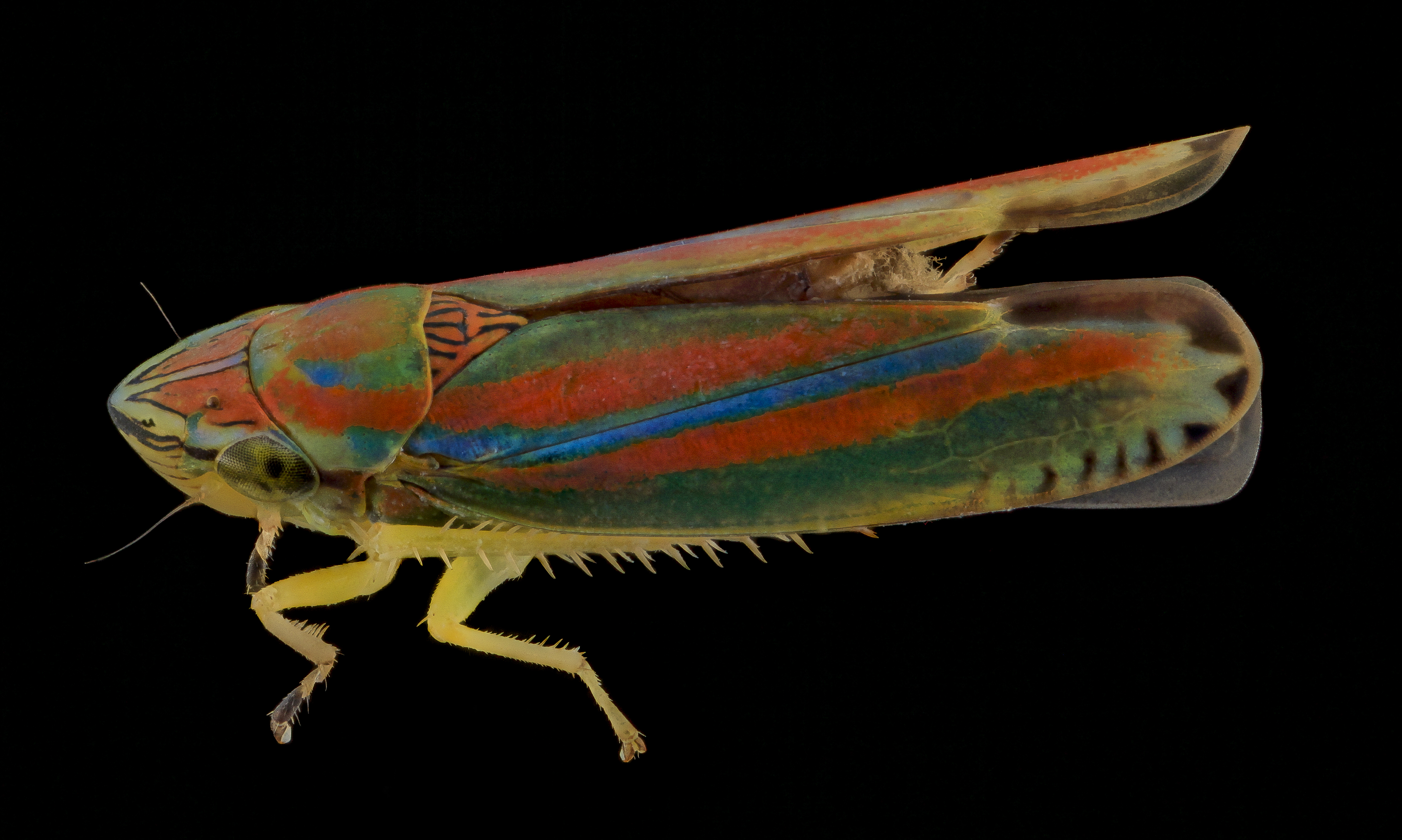
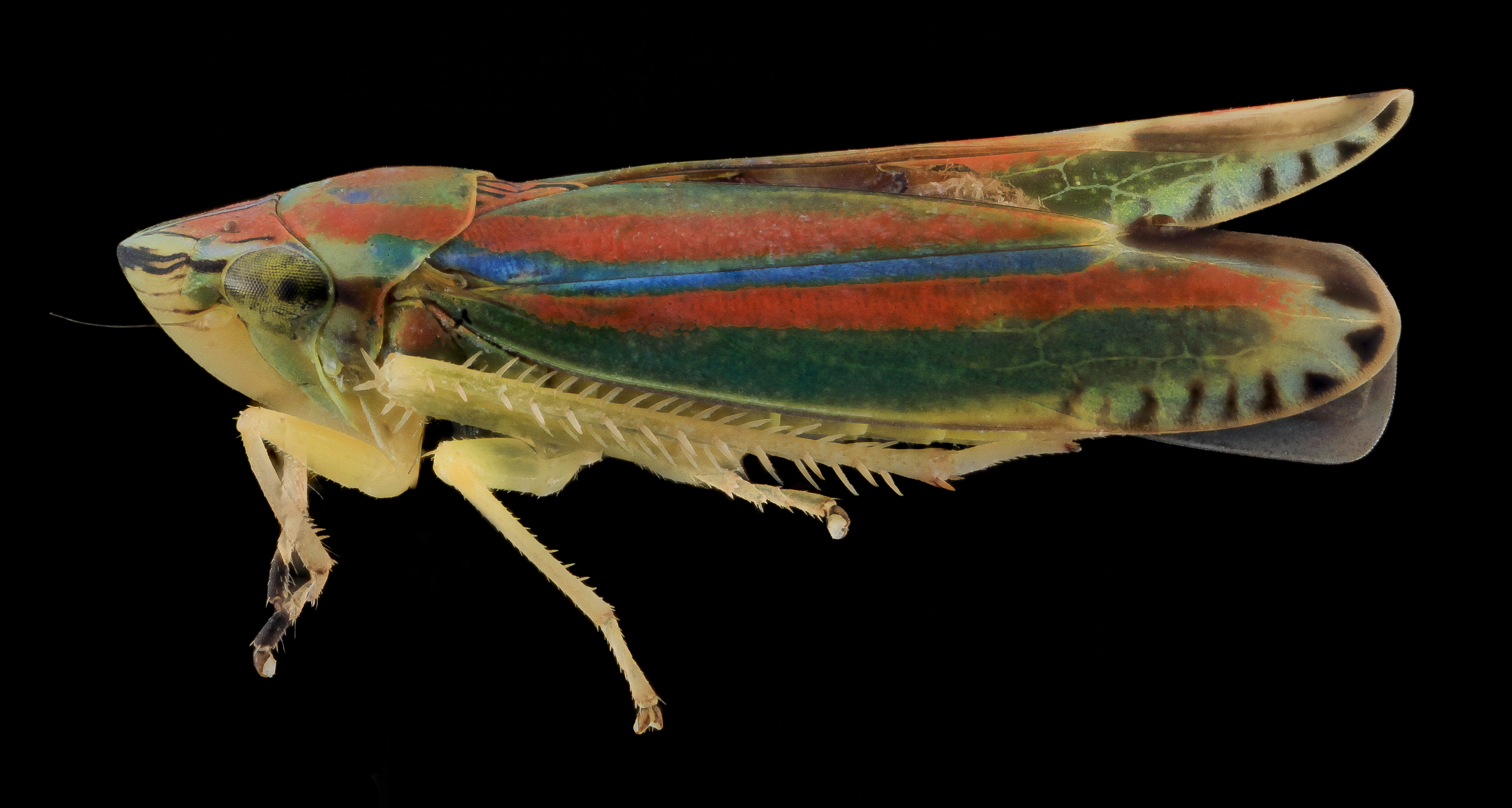